# سد سوربي

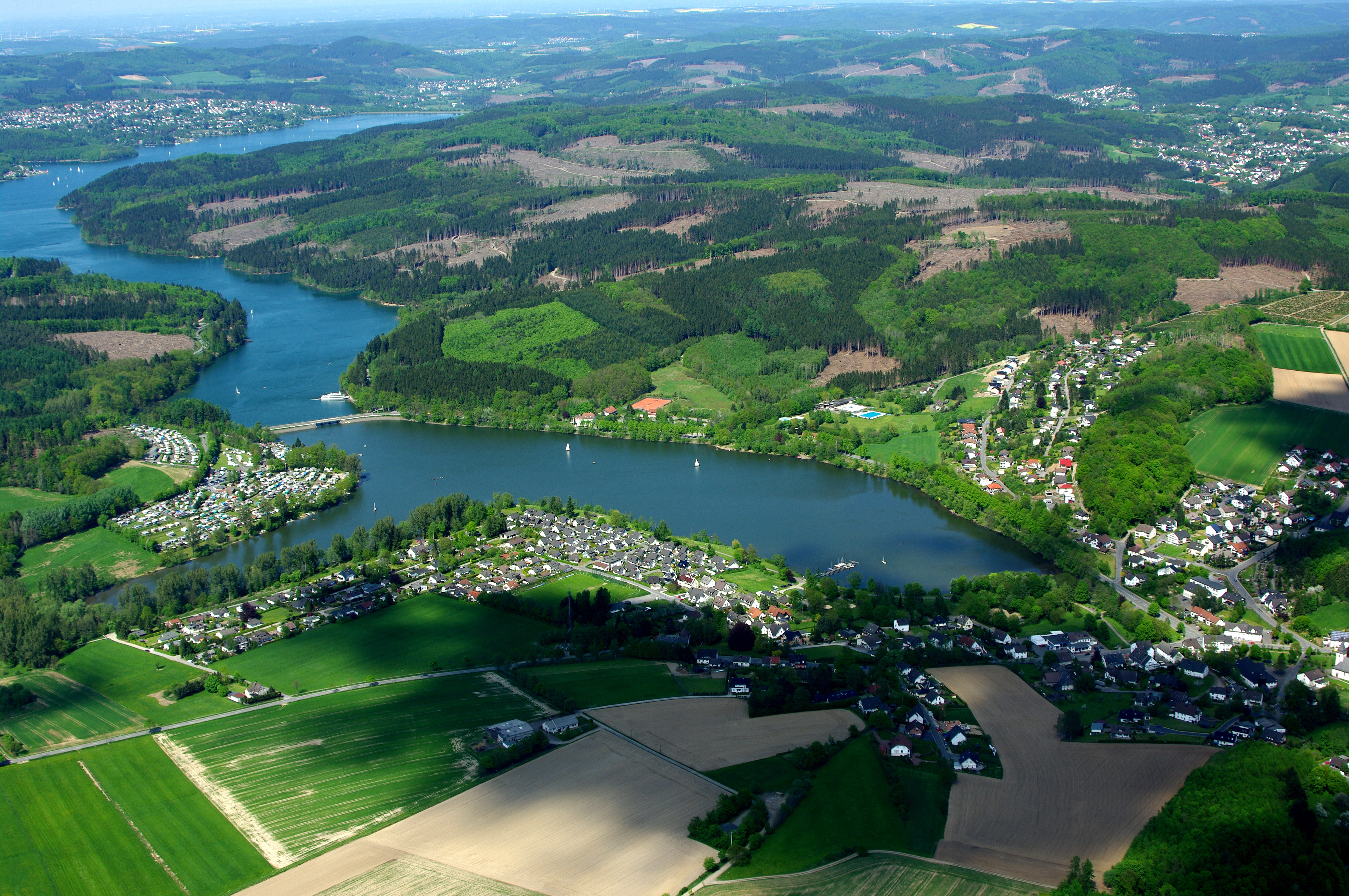
سد سوربي

سد سوربي (Sorpetalsperre) هو سد قرب بلدة سوندرن في مقاطعة هوخساورلاندكرايس في ولاية شمال الراين وستفاليا في ألمانيا.